# Шан-Коба
Шан-Коба — пещера и одноимённый археологический памятник в Горном Крыму на навесе Шан-Коба на правом берегу ручья Кубалар-Су в стоке реки Чёрной. Расположена в обрывах скал недалеко от водопада Кобалар в Балаклавском районе к востоку от села Передовое, в Байдарской долине.

## Описание
Навес Шан-Коба расположен в 2,5 км к северо-западу от села Передовое в балке Кубалар-дере. Глубокая балка, созданная ручьем Кубалар-су, выходит в Байдарскую долину, имея небольшое протяжение с северо-востока на юго-запад. Склоны балки довольно крутые, поросшие лиственным лесом. Ручей Кубалар-су принадлежит к горным ручьям с непостоянным водным режимом, в периоды дождей и таяния снегов отличающийся полноводьем и полностью пересыхающий в засушливый период. Навес Шан-Коба находится в средней части балки на правом ее склоне, обращен входом на юго-восток и по общей своей конфигурации имеет вид щели, образовавшейся вследствие выветривания в толще скалистого обнажения юрских известняков. Длина навеса 25 м, наибольшая глубина по горизонту 6 м, наибольшая высота 2.7 м. Пол навеса имеет значительное падение с запада на восток, как и весь горный кряж его образующий. В свое время навес имел значительно большую глубину по горизонту, но происшедшие обвалы передвинули наружную кромку навеса примерно на 3—4 м.

## Исследования
Открыт в ходе разведок в 1927 году С. А. Трусовой. В пещере обнаружена пещерная стоянка эпохи мезолита первично исследованная в 1928 исследованию экспедицией Академии Наук, повторно 1935—1936 гг.
Насчитывает 6 культурных слоев среди которых
- три нижних (6 и 5 слои) относятся к Шан-Кобинской культуре ранне-среднекаменной эпохе;
- средние слои (4 и 3 слои) — к Шпанской культуре;
- верхние два (2 и 1 слои) — к Мурзак-кобинской культуре поздне-среднекаменной эпохе.

Установлено, что к тому времени перед входом в навес была сооружена своеобразная каменная стенка, защищавшая жилище от холодных северо-западных ветров. Под навесом расчищены следы открытого очага в диаметре в 60 см. Здесь найдено несколько кремнёвых орудий, некоторое количество костяных изделий (шила, острие стрел), а также множество нуклеусов, ножеобразных пластин, сколы и другие.
Присутствие 6-ти слоев и ряда горизонтов свидетельствует, что пещера была обитаема по средневековой эпохи была заселена многократно.
Кости принадлежат диким животным: оленю благородному, ослу, дикой свинье, сайгаку и другим. Среди одомашненных животных кисти собаки.
В верхнем слое каменное неолитическое орудие, обломки грубой посуды.